# Saison 2020-2021 du Servette FC
Maillots
Dernière mise à jour : 21 mai 2021.
Chronologie
Saison précédente Saison suivante
La saison 2020-2021 du Servette Football Club 1890 marque le retour du club sur la scène européenne depuis la saison 2012-2013. L'équipe est entraînée pour la troisième saison consécutive par Alain Geiger.

## Ligue Europa
| Premier tour de qualification (sur un seul match) | Servette FC                              | 3 - 0 | MFK Ružomberok | Stade de Genève, Genève        |                                |
| 27 août 2020 20h15                                | 54e Stevanović · 77e Mendy · 86e Antunes |       |                | Arbitrage : Viktor Kopiievskyi | Arbitrage : Viktor Kopiievskyi |
| 27 août 2020 20h15                                | Rapport                                  |       |                | Arbitrage : Viktor Kopiievskyi | Arbitrage : Viktor Kopiievskyi |

| Deuxième tour de qualification (sur un seul match) | Servette FC | 0 - 1 | Stade de Reims | Stade de Genève, Genève    |                            |
| 17 septembre 2020 20h45                            |             |       | 4e Berisha     | Arbitrage : Stuart Attwell | Arbitrage : Stuart Attwell |
| 17 septembre 2020 20h45                            | Rapport     |       |                | Arbitrage : Stuart Attwell | Arbitrage : Stuart Attwell |

## Super League
| 1re journée             | FC Lausanne-Sport          | 2 - 1 | Servette FC     | Stade olympique de la Pontaise, Lausanne       |                                                |
| 20 septembre 2020 16h00 | 17e Turkes · 59e Schneuwly |       | 83e (pen.) Kyei | Spectateurs : 1 000 Arbitrage : Lionel Tschudi | Spectateurs : 1 000 Arbitrage : Lionel Tschudi |
| 20 septembre 2020 16h00 | Rapport                    |       |                 | Spectateurs : 1 000 Arbitrage : Lionel Tschudi | Spectateurs : 1 000 Arbitrage : Lionel Tschudi |

| 2e journée              | Servette FC       | 1 - 0 | FC Bâle | Stade de Genève, Genève                      |                                              |
| 27 septembre 2020 16h00 | 77e (pen.) Schalk |       |         | Spectateurs : 1 000 Arbitrage : Luca Piccolo | Spectateurs : 1 000 Arbitrage : Luca Piccolo |
| 27 septembre 2020 16h00 | Rapport           |       |         | Spectateurs : 1 000 Arbitrage : Luca Piccolo | Spectateurs : 1 000 Arbitrage : Luca Piccolo |

| 3e journée           | FC Saint-Gall | 1 - 0 | Servette FC | Kybunpark, Saint-Gall                        |                                              |
| 4 octobre 2020 16h00 | 24e Duah      |       |             | Spectateurs : 9 244 Arbitrage : Urs Schnyder | Spectateurs : 9 244 Arbitrage : Urs Schnyder |
| 4 octobre 2020 16h00 | Rapport       |       |             | Spectateurs : 9 244 Arbitrage : Urs Schnyder | Spectateurs : 9 244 Arbitrage : Urs Schnyder |

| 4e journée            | Servette FC | 0 - 0 | BSC Young Boys | Stade de Genève, Genève                         |                                                 |
| 17 octobre 2020 19h00 |             |       |                | Spectateurs : 5 240 Arbitrage : Lukas Fähndrich | Spectateurs : 5 240 Arbitrage : Lukas Fähndrich |
| 17 octobre 2020 19h00 | Rapport     |       |                | Spectateurs : 5 240 Arbitrage : Lukas Fähndrich | Spectateurs : 5 240 Arbitrage : Lukas Fähndrich |

| 5e journée                             | FC Sion                | 2 - 0 | Servette FC | Stade de Tourbillon, Sion                  |                                            |
| 25 octobre 2020 25 novembre 2020 18h15 | 15e Bamert · 58e Khasa |       |             | Spectateurs : 5 Arbitrage : Lionel Tschudi | Spectateurs : 5 Arbitrage : Lionel Tschudi |
| 25 octobre 2020 25 novembre 2020 18h15 | Rapport                |       |             | Spectateurs : 5 Arbitrage : Lionel Tschudi | Spectateurs : 5 Arbitrage : Lionel Tschudi |

| 6e journée                            | Servette FC            | 2 - 1 | FC Zurich    | Stade de Genève, Genève                    |                                            |
| 31 octobre 2020 2 décembre 2020 18h15 | 69e Kyei · 90+4e Valls |       | 75e Domgjoni | Spectateurs : 5 Arbitrage : Sandro Schärer | Spectateurs : 5 Arbitrage : Sandro Schärer |
| 31 octobre 2020 2 décembre 2020 18h15 | Rapport                |       |              | Spectateurs : 5 Arbitrage : Sandro Schärer | Spectateurs : 5 Arbitrage : Sandro Schärer |

| 7e journée                            | FC Vaduz | 0 - 2 | Servette FC               | Rheinpark Stadion, Vaduz                  |                                           |
| 8 novembre 2020 9 décembre 2020 18h15 |          |       | 27e Stevanović · 49e Kyei | Spectateurs : 50 Arbitrage : Luca Piccolo | Spectateurs : 50 Arbitrage : Luca Piccolo |
| 8 novembre 2020 9 décembre 2020 18h15 | Rapport  |       |                           | Spectateurs : 50 Arbitrage : Luca Piccolo | Spectateurs : 50 Arbitrage : Luca Piccolo |

| 8e journée             | Servette FC | 1 - 1 | FC Lugano    | Stade de Genève, Genève                      |                                              |
| 22 novembre 2020 16h00 | 38e Kyei    |       | 63e Lavanchy | Spectateurs : 5 Arbitrage : Alessandro Dudic | Spectateurs : 5 Arbitrage : Alessandro Dudic |
| 22 novembre 2020 16h00 | Rapport     |       |              | Spectateurs : 5 Arbitrage : Alessandro Dudic | Spectateurs : 5 Arbitrage : Alessandro Dudic |

| 9e journée             | Servette FC  | 1 - 3 | FC Lucerne                            | Stade de Genève, Genève                |                                        |
| 28 novembre 2020 20h30 | 77e Rouiller |       | 23e Schaub · 67e Sorgić · 79e N'Diaye | Spectateurs : 5 Arbitrage : Fedayi San | Spectateurs : 5 Arbitrage : Fedayi San |
| 28 novembre 2020 20h30 | Rapport      |       |                                       | Spectateurs : 5 Arbitrage : Fedayi San | Spectateurs : 5 Arbitrage : Fedayi San |

| 10e journée           | FC Bâle    | 1 - 0 | Servette FC | Parc Saint-Jacques, Bâle                      |                                               |
| 5 décembre 2020 20h30 | 51e Kasami |       |             | Spectateurs : 15 Arbitrage : Alessandro Dudic | Spectateurs : 15 Arbitrage : Alessandro Dudic |
| 5 décembre 2020 20h30 | Rapport    |       |             | Spectateurs : 15 Arbitrage : Alessandro Dudic | Spectateurs : 15 Arbitrage : Alessandro Dudic |

| 11e journée            | BSC Young Boys | 1 - 2 | Servette FC    | Stade du Wankdorf, Berne                       |                                                |
| 13 décembre 2020 16h00 | 84e Mambimbi   |       | 22e 65e Schalk | Spectateurs : 5 Arbitrage : Stefan Horisberger | Spectateurs : 5 Arbitrage : Stefan Horisberger |
| 13 décembre 2020 16h00 | Rapport        |       |                | Spectateurs : 5 Arbitrage : Stefan Horisberger | Spectateurs : 5 Arbitrage : Stefan Horisberger |

| 12e journée            | Servette FC | 1 - 1 | FC Sion   | Stade de Genève, Genève                      |                                              |
| 17 décembre 2020 20h30 | 71e Fofana  |       | 15e Grgić | Spectateurs : 5 Arbitrage : Adrien Jaccottet | Spectateurs : 5 Arbitrage : Adrien Jaccottet |
| 17 décembre 2020 20h30 | Rapport     |       |           | Spectateurs : 5 Arbitrage : Adrien Jaccottet | Spectateurs : 5 Arbitrage : Adrien Jaccottet |

| 13e journée            | FC Zurich | 0 - 1 | Servette FC | Stade du Letzigrund, Zurich                 |                                             |
| 20 décembre 2020 16h00 |           |       | 85e Cognat  | Spectateurs : 5 Arbitrage : Lukas Fähndrich | Spectateurs : 5 Arbitrage : Lukas Fähndrich |
| 20 décembre 2020 16h00 | Rapport   |       |             | Spectateurs : 5 Arbitrage : Lukas Fähndrich | Spectateurs : 5 Arbitrage : Lukas Fähndrich |

| 14e journée            | Servette FC     | 1 - 1 | FC Vaduz   | Stade de Genève, Genève                  |                                          |
| 23 décembre 2020 18h15 | 58e (pen.) Kyei |       | 87e Wieser | Spectateurs : 5 Arbitrage : Urs Schnyder | Spectateurs : 5 Arbitrage : Urs Schnyder |
| 23 décembre 2020 18h15 | Rapport         |       |            | Spectateurs : 5 Arbitrage : Urs Schnyder | Spectateurs : 5 Arbitrage : Urs Schnyder |

| 15e journée                           | Servette FC                  | 2 - 2 | FC Saint-Gall                  | Stade de Genève, Genève                  |                                          |
| 24 janvier 2021 10 février 2021 18h15 | 20e Kyei · 60e (csc) Fazliji |       | 7e Stillhart · 48e Guillemenot | Spectateurs : 5 Arbitrage : Urs Schnyder | Spectateurs : 5 Arbitrage : Urs Schnyder |
| 24 janvier 2021 10 février 2021 18h15 | Rapport                      |       |                                | Spectateurs : 5 Arbitrage : Urs Schnyder | Spectateurs : 5 Arbitrage : Urs Schnyder |

| 16e journée                           | FC Lugano    | 1 - 1 | Servette FC  | Cornaredo, Lugano                           |                                             |
| 28 janvier 2021 17 février 2021 18h15 | 18e Abubakar |       | 90+3e Schalk | Spectateurs : 5 Arbitrage : Lukas Fähndrich | Spectateurs : 5 Arbitrage : Lukas Fähndrich |
| 28 janvier 2021 17 février 2021 18h15 | Rapport      |       |              | Spectateurs : 5 Arbitrage : Lukas Fähndrich | Spectateurs : 5 Arbitrage : Lukas Fähndrich |

| 17e journée           | Servette FC | 1 - 1 | FC Lausanne-Sport | Stade de Genève, Genève                |                                        |
| 31 janvier 2021 16h00 | 75e Schalk  |       | 21e Guessand      | Spectateurs : 5 Arbitrage : Fedayi San | Spectateurs : 5 Arbitrage : Fedayi San |
| 31 janvier 2021 16h00 | Rapport     |       |                   | Spectateurs : 5 Arbitrage : Fedayi San | Spectateurs : 5 Arbitrage : Fedayi San |

| 18e journée (mi-saison) | FC Lucerne                           | 3 - 0 | Servette FC | Swissporarena, Lucerne                         |                                                |
| 4 février 2021 18h15    | 45+3e Sorgić · 56e 72e (pen.) Schulz |       |             | Spectateurs : 5 Arbitrage : Stefan Horisberger | Spectateurs : 5 Arbitrage : Stefan Horisberger |
| 4 février 2021 18h15    | Rapport                              |       |             | Spectateurs : 5 Arbitrage : Stefan Horisberger | Spectateurs : 5 Arbitrage : Stefan Horisberger |

| 19e journée          | Servette FC                                         | 4 - 2 | FC Lucerne             | Stade de Genève, Genève                 |                                         |
| 7 février 2021 16h00 | 11e Fofana · 18e Kyei · 54e Rouiller · 67e Cespedes |       | 8e Schaub · 75e Schulz | Spectateurs : 5 Arbitrage : Alain Bieri | Spectateurs : 5 Arbitrage : Alain Bieri |
| 7 février 2021 16h00 | Rapport                                             |       |                        | Spectateurs : 5 Arbitrage : Alain Bieri | Spectateurs : 5 Arbitrage : Alain Bieri |

| 20e journée           | FC Lausanne-Sport             | 3 - 1 | Servette FC | Stade de la Tuilière, Lausanne             |                                            |
| 13 février 2021 18h15 | 7e Guessand · 10e 69e Puertas |       | 53e Kyei    | Spectateurs : 5 Arbitrage : Lionel Tschudi | Spectateurs : 5 Arbitrage : Lionel Tschudi |
| 13 février 2021 18h15 | Rapport                       |       |             | Spectateurs : 5 Arbitrage : Lionel Tschudi | Spectateurs : 5 Arbitrage : Lionel Tschudi |

| 21e journée           | BSC Young Boys                | 2 - 0 | Servette FC | Stade du Wankdorf, Berne                |                                         |
| 21 février 2021 16h00 | 4e (csc) Rouiller · 41e Nsame |       |             | Spectateurs : 5 Arbitrage : Alain Bieri | Spectateurs : 5 Arbitrage : Alain Bieri |
| 21 février 2021 16h00 | Rapport                       |       |             | Spectateurs : 5 Arbitrage : Alain Bieri | Spectateurs : 5 Arbitrage : Alain Bieri |

| 22e journée           | Servette FC                          | 3 - 1 | FC Zurich  | Stade de Genève, Genève                  |                                          |
| 27 février 2021 18h15 | 26e 62eStevanović · 90e (pen.) Valls |       | 12e Rohner | Spectateurs : 5 Arbitrage : Luca Piccolo | Spectateurs : 5 Arbitrage : Luca Piccolo |
| 27 février 2021 18h15 | Rapport                              |       |            | Spectateurs : 5 Arbitrage : Luca Piccolo | Spectateurs : 5 Arbitrage : Luca Piccolo |

| 23e journée       | FC Saint-Gall | 0 - 1 | Servette FC | Kybunpark, Saint-Gall                       |                                             |
| 3 mars 2021 18h15 |               |       | 29e Kyei    | Spectateurs : 5 Arbitrage : Lukas Fähndrich | Spectateurs : 5 Arbitrage : Lukas Fähndrich |
| 3 mars 2021 18h15 | Rapport       |       |             | Spectateurs : 5 Arbitrage : Lukas Fähndrich | Spectateurs : 5 Arbitrage : Lukas Fähndrich |

| 24e journée       | Servette FC           | 2 - 1 | FC Bâle             | Stade de Genève, Genève                      |                                              |
| 6 mars 2021 20h30 | 62e Kyei · 71e Ondoua |       | 90+3e (pen.) Cabral | Spectateurs : 5 Arbitrage : Alessandro Dudic | Spectateurs : 5 Arbitrage : Alessandro Dudic |
| 6 mars 2021 20h30 | Rapport               |       |                     | Spectateurs : 5 Arbitrage : Alessandro Dudic | Spectateurs : 5 Arbitrage : Alessandro Dudic |

| 25e journée        | FC Sion       | 1 - 2 | Servette FC            | Stade de Tourbillon, Sion                  |                                            |
| 14 mars 2021 16h00 | 84e Wakatsuki |       | 33e Schalk · 36e Valls | Spectateurs : 5 Arbitrage : Lionel Tschudi | Spectateurs : 5 Arbitrage : Lionel Tschudi |
| 14 mars 2021 16h00 | Rapport       |       |                        | Spectateurs : 5 Arbitrage : Lionel Tschudi | Spectateurs : 5 Arbitrage : Lionel Tschudi |

| 26e journée        | Servette FC | 1 - 2 | FC Vaduz                 | Stade de Genève, Genève                        |                                                |
| 21 mars 2021 16h00 | 76e Kyei    |       | 28e Dorn · 50e Di Giusto | Spectateurs : 5 Arbitrage : Stefan Horisberger | Spectateurs : 5 Arbitrage : Stefan Horisberger |
| 21 mars 2021 16h00 | Rapport     |       |                          | Spectateurs : 5 Arbitrage : Stefan Horisberger | Spectateurs : 5 Arbitrage : Stefan Horisberger |

| 27e journée        | Servette FC    | 1 - 1 | FC Lugano    | Stade de Genève, Genève                |                                        |
| 4 avril 2021 16h00 | 85e Stevanović |       | 66e Custodio | Spectateurs : 5 Arbitrage : Fedayi San | Spectateurs : 5 Arbitrage : Fedayi San |
| 4 avril 2021 16h00 | Rapport        |       |              | Spectateurs : 5 Arbitrage : Fedayi San | Spectateurs : 5 Arbitrage : Fedayi San |

| 28e journée         | FC Zurich        | 1 - 2 | Servette FC            | Stade du Letzigrund, Zurich              |                                          |
| 11 avril 2021 16h00 | 85e Schönbächler |       | 46e Schalk · 69e Imeri | Spectateurs : 5 Arbitrage : Luca Piccolo | Spectateurs : 5 Arbitrage : Luca Piccolo |
| 11 avril 2021 16h00 | Rapport          |       |                        | Spectateurs : 5 Arbitrage : Luca Piccolo | Spectateurs : 5 Arbitrage : Luca Piccolo |

| 29e journée         | FC Bâle                                                                 | 5 - 0 | Servette FC | Parc Saint-Jacques, Bâle                   |                                            |
| 18 avril 2021 16h00 | 3e (pen.) Frei · 6e Kasami · 9e van Wolfswinkel · 86e (pen.) 87e Pululu |       |             | Spectateurs : 5 Arbitrage : Sandro Schärer | Spectateurs : 5 Arbitrage : Sandro Schärer |
| 18 avril 2021 16h00 | Rapport                                                                 |       |             | Spectateurs : 5 Arbitrage : Sandro Schärer | Spectateurs : 5 Arbitrage : Sandro Schärer |

| 30e journée         | Servette FC                 | 3 - 5 | FC Sion                                              | Stade de Genève, Genève                    |                                            |
| 22 avril 2021 18h15 | 37e 63e Schalk · 74e Fofana |       | 7e 56e Karlen · 58e Ndoye · 71e Hoarau · 82e Tosetti | Spectateurs : 100 Arbitrage : Luca Piccolo | Spectateurs : 100 Arbitrage : Luca Piccolo |
| 22 avril 2021 18h15 | Rapport                     |       |                                                      | Spectateurs : 100 Arbitrage : Luca Piccolo | Spectateurs : 100 Arbitrage : Luca Piccolo |

| 31e journée         | FC Lugano | 0 - 1 | Servette FC     | Cornaredo, Lugano                          |                                            |
| 25 avril 2021 16h00 |           |       | 9e (pen.) Valls | Spectateurs : 100 Arbitrage : Luca Cibelli | Spectateurs : 100 Arbitrage : Luca Cibelli |
| 25 avril 2021 16h00 | Rapport   |       |                 | Spectateurs : 100 Arbitrage : Luca Cibelli | Spectateurs : 100 Arbitrage : Luca Cibelli |

| 32e journée      | Servette FC           | 2 - 1 | BSC Young Boys | Stade de Genève, Genève                   |                                           |
| 2 mai 2021 16h00 | 76e Fofana · 82e Koné |       | 90e Ngamaleu   | Spectateurs : 100 Arbitrage : Alain Bieri | Spectateurs : 100 Arbitrage : Alain Bieri |
| 2 mai 2021 16h00 | Rapport               |       |                | Spectateurs : 100 Arbitrage : Alain Bieri | Spectateurs : 100 Arbitrage : Alain Bieri |

| 33e journée      | FC Lucerne                             | 3 - 0 | Servette FC | Swissporarena, Lucerne                        |                                               |
| 9 mai 2021 16h00 | 59e Ugrinic · 78e Sorgić · 84e N'Diaye |       |             | Spectateurs : 100 Arbitrage : Lukas Fähndrich | Spectateurs : 100 Arbitrage : Lukas Fähndrich |
| 9 mai 2021 16h00 | Rapport                                |       |             | Spectateurs : 100 Arbitrage : Lukas Fähndrich | Spectateurs : 100 Arbitrage : Lukas Fähndrich |

| 34e journée       | Servette FC | 1 - 4 | FC Lausanne-Sport                           | Stade de Genève, Genève                    |                                            |
| 12 mai 2021 18h15 | 28e Kyei    |       | 11e 35e Bolingi · 19e Da Cunha · 78e Brazão | Spectateurs : 100 Arbitrage : Luca Cibelli | Spectateurs : 100 Arbitrage : Luca Cibelli |
| 12 mai 2021 18h15 | Rapport     |       |                                             | Spectateurs : 100 Arbitrage : Luca Cibelli | Spectateurs : 100 Arbitrage : Luca Cibelli |

| 35e journée       | FC Vaduz   | 1 - 3 | Servette FC                                | Rheinpark Stadion, Vaduz                    |                                             |
| 15 mai 2021 20h30 | 35e Schmid |       | 11e Stevanović · 64e Schalk · 90+3e Fofana | Spectateurs : 100 Arbitrage : Nikolaj Hänni | Spectateurs : 100 Arbitrage : Nikolaj Hänni |
| 15 mai 2021 20h30 | Rapport    |       |                                            | Spectateurs : 100 Arbitrage : Nikolaj Hänni | Spectateurs : 100 Arbitrage : Nikolaj Hänni |

| 36e journée       | Servette FC | 1 - 2 | FC Saint-Gall                | Stade de Genève, Genève                          |                                                  |
| 21 mai 2021 20h30 | 56e Fofana  |       | 12e Diarrassouba · 45e Besio | Spectateurs : 100 Arbitrage : Stefan Horisberger | Spectateurs : 100 Arbitrage : Stefan Horisberger |
| 21 mai 2021 20h30 | Rapport     |       |                              | Spectateurs : 100 Arbitrage : Stefan Horisberger | Spectateurs : 100 Arbitrage : Stefan Horisberger |

### Classement final
| Rang | Équipe              | Pts | J  | G  | N  | P  | Bp | Bc | Diff |
| ---- | ------------------- | --- | -- | -- | -- | -- | -- | -- | ---- |
| 1    | BSC Young Boys T    | 84  | 36 | 25 | 9  | 2  | 74 | 29 | +45  |
| 2    | FC Bâle             | 53  | 36 | 15 | 8  | 13 | 60 | 53 | +7   |
| 3    | Servette FC         | 50  | 36 | 14 | 8  | 14 | 45 | 56 | -11  |
| 4    | FC Lugano           | 49  | 36 | 12 | 13 | 11 | 40 | 42 | -2   |
| 5    | FC Lucerne C        | 46  | 36 | 12 | 10 | 14 | 62 | 59 | +3   |
| 6    | FC Lausanne-Sport P | 46  | 36 | 12 | 10 | 14 | 52 | 55 | -3   |
| 7    | FC Saint-Gall       | 44  | 36 | 11 | 11 | 14 | 45 | 48 | -3   |
| 8    | FC Zurich           | 43  | 36 | 11 | 10 | 15 | 53 | 57 | -4   |
| 9    | FC Sion             | 38  | 36 | 8  | 14 | 14 | 48 | 58 | -10  |
| 10   | FC Vaduz P          | 36  | 36 | 9  | 9  | 18 | 36 | 58 | -22  |

Qualifications européennes
Ligue des champions 2021-2022
- 1er : 2e tour de qualification pour clubs champions

Ligue Europa Conférence 2021-2022
- C, 2e et 3e : 2e tour de qualification

Relégation
- Barrage contre le 2e de Challenge League 2020-2021
- Relégation en Challenge League 2021-2022

Abréviations

## Coupe de Suisse
| Huitième de finale                 | FC Vevey United         | 2 - 4 | Servette FC                                               | Stade de Copet, Vevey |  |
| 10 février 2021 7 avril 2021 18h00 | 17e Hajdini · 82e De Sa |       | 61e Stevanović · 70e Kyei · 85e (pen.) 90+2e (pen.) Imeri |                       |  |
| 10 février 2021 7 avril 2021 18h00 | Rapport                 |       |                                                           |                       |  |

| Quart de finale     | SC Kriens                     | 2 - 3 (ap) | Servette FC                         | Stadion Kleinfeld, Kriens |  |
| 14 avril 2021 17h00 | 24e Mistrafovic · 78e Sessolo |            | 67e Cognat · 85e Kyei · 107e Ondoua |                           |  |
| 14 avril 2021 17h00 | Rapport                       |            |                                     |                           |  |

| Demi-finale      | Servette FC | 0 - 1 | FC Saint-Gall | Stade de Genève, Genève      |                              |
| 5 mai 2021 17h00 |             |       | 84e Stillhart | Arbitrage : Adrien Jaccottet | Arbitrage : Adrien Jaccottet |
| 5 mai 2021 17h00 | Rapport     |       |               | Arbitrage : Adrien Jaccottet | Arbitrage : Adrien Jaccottet |